# Hval-Codex

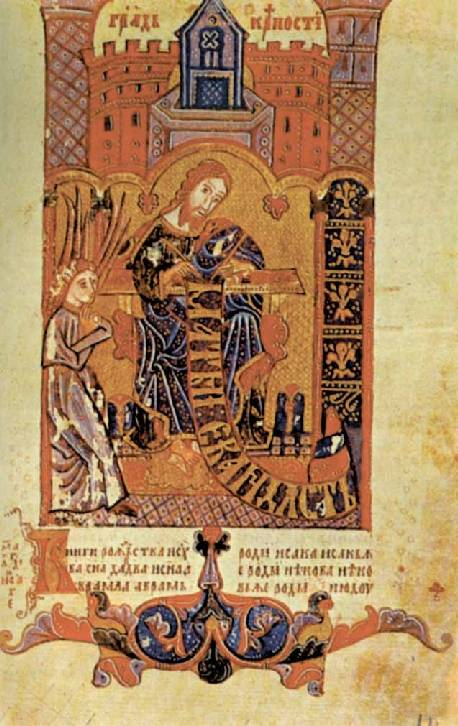
Evangelist

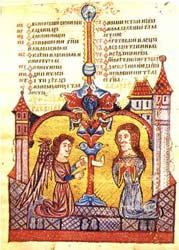
Verkündigung der Maria

Der Hval-Codex ist eine illuminierte Handschrift in kirchenslawischer Sprache, die 1404 wahrscheinlich in Split angefertigt wurde. Sie enthält den Text des Neuen Testaments, die Psalmen und einige nichtbiblische Texte. Die Handschrift besteht aus 353 Pergamentblättern, die in kyrillischer Schrift im itavischen (bosnischen) Dialekt beschrieben sind. Sie enthält 380 Initialen und 96 Miniaturen und Illuminationen im dalmatinischen gotischen Stil.
Die Abbildungen zeigen biblische Szenen. Sie wurden offenbar von zwei Künstlern gestaltet, deren Stil sich unterscheidet. Die Darstellungen des einen sind auf blauem Grund, die des anderen auf goldenem Grund mit vielen architektonischen Elementen.
Die Handschrift wurde von dem der Bosnischen Kirche anhängenden Christen (krstjanin) Hval für Fürst Hrvoje Vukčić Hrvatinić von Split angefertigt, wie eine Notiz im Kolophon anmerkt.
Sie befindet sich heute in der Universitätsbibliothek in Bologna.